# Djävulstungesläktet
Djävulstungesläktet (Ferocactus) är ett suckulent växtsläkte inom familjen kaktusar som består av 29 arter.

## Beskrivning
Arter inom djävulstungesläktet växer ensamt enstammiga till något grenade, men det de har gemensamt är att de ofta blir mycket stora. Växtkroppen blir klotformad till insjunket klotformad, men även klart cylindriska. De har några till många åsar, men dessa är vanligtvis välmarkerade. Areolerna är mycket stora hos arter i detta släkte, och har ofta en mer utdragen form då blomningsålder har nåtts. Taggarna är spektakulärt stora och kraftiga, oftast fyra i varje areol. Taggarna kan vara tillplattade, rundade eller med en krok som avslutning. Taggarnas färger går från gulbeige över brunt och rött till svart. Blomning sker oftast i toppen och centrum av plantan, och dessa är trattformade eller klockformade.

## Förekomst
Djävulstungor växer i torra eller halvtorra områden i sydvästra USA och norra centrala delarna av Mexiko. De är väl representerade i områden som halvön Baja California.

## Taxonomi
Under åren har vissa ändringar skett inom taxonomin och detta släkte ingår numera i släktet Ferocactus:
- Bisnaga Orcutt 1926

Det vetenskapliga namnet Ferocactus är sammansatt av latinets fe’rox som betyder bitsk eller vild, och cactus som just betyder kaktus. En vild eller bitsk kaktus. Detta syftar naturligtvis på de spektakulära taggar som dessa arter oftast har.[källa behövs]

## Bildgalleri

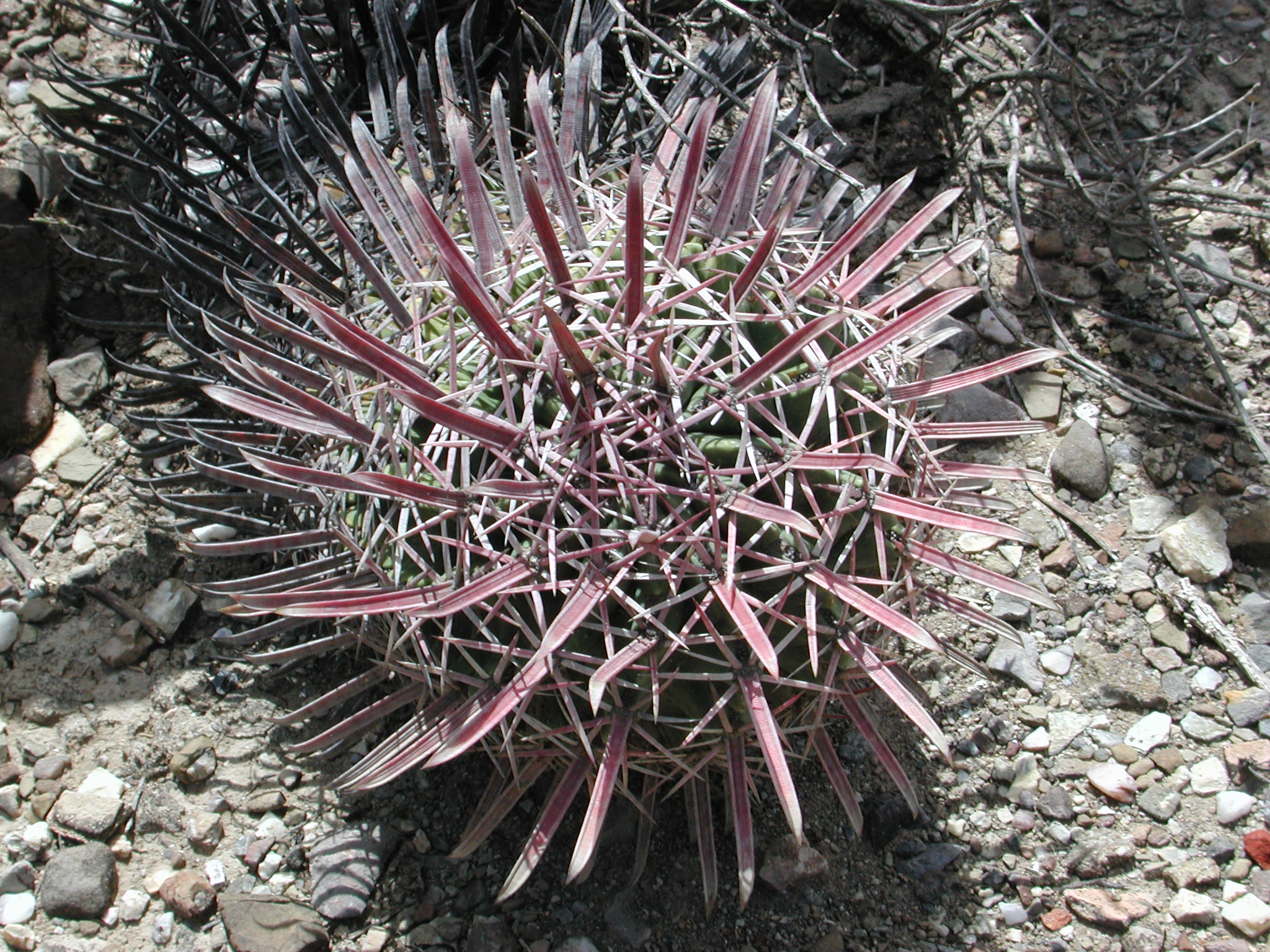
Djävulstunga (F. latispinus)
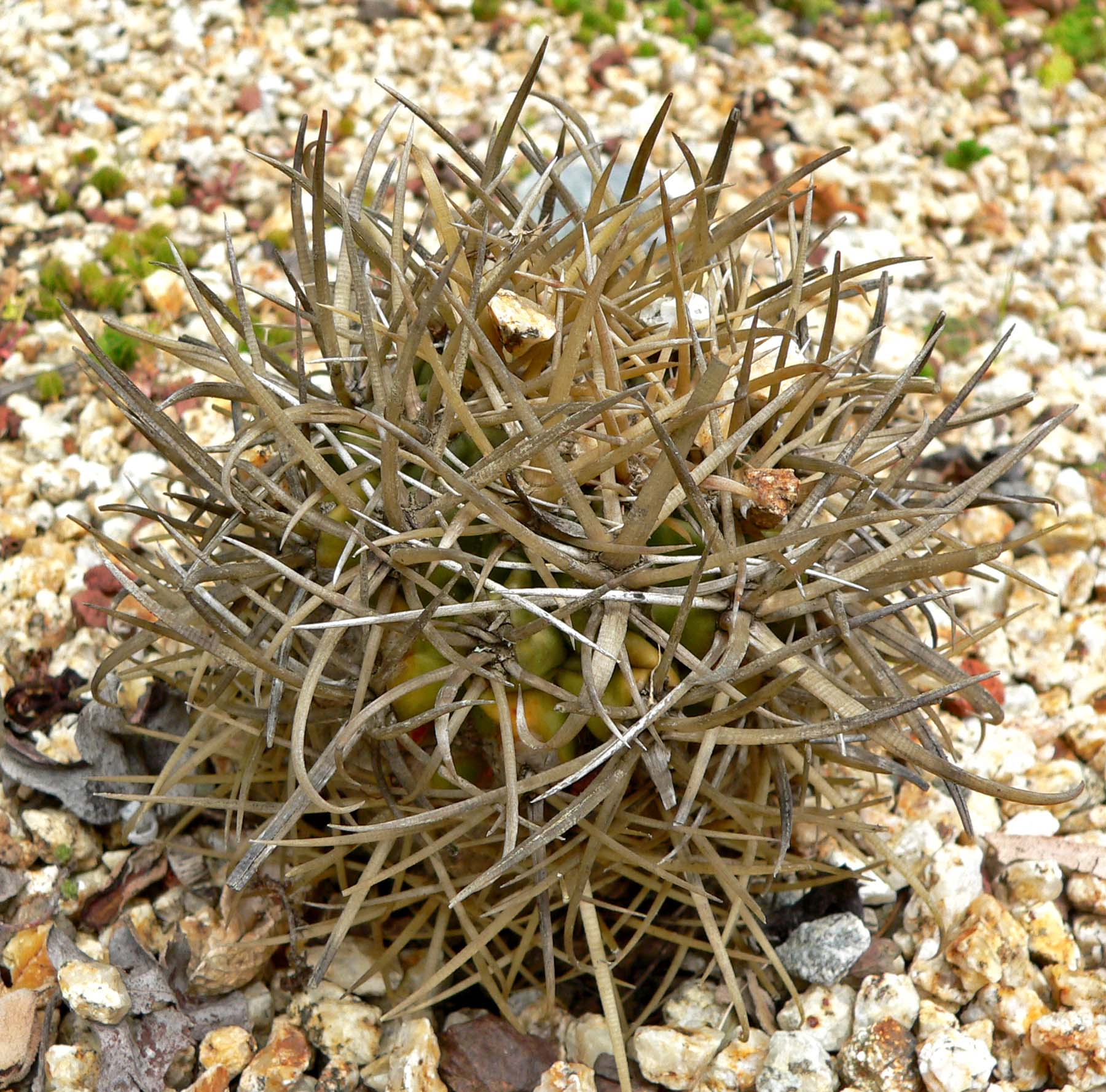
F. chrysacanthus
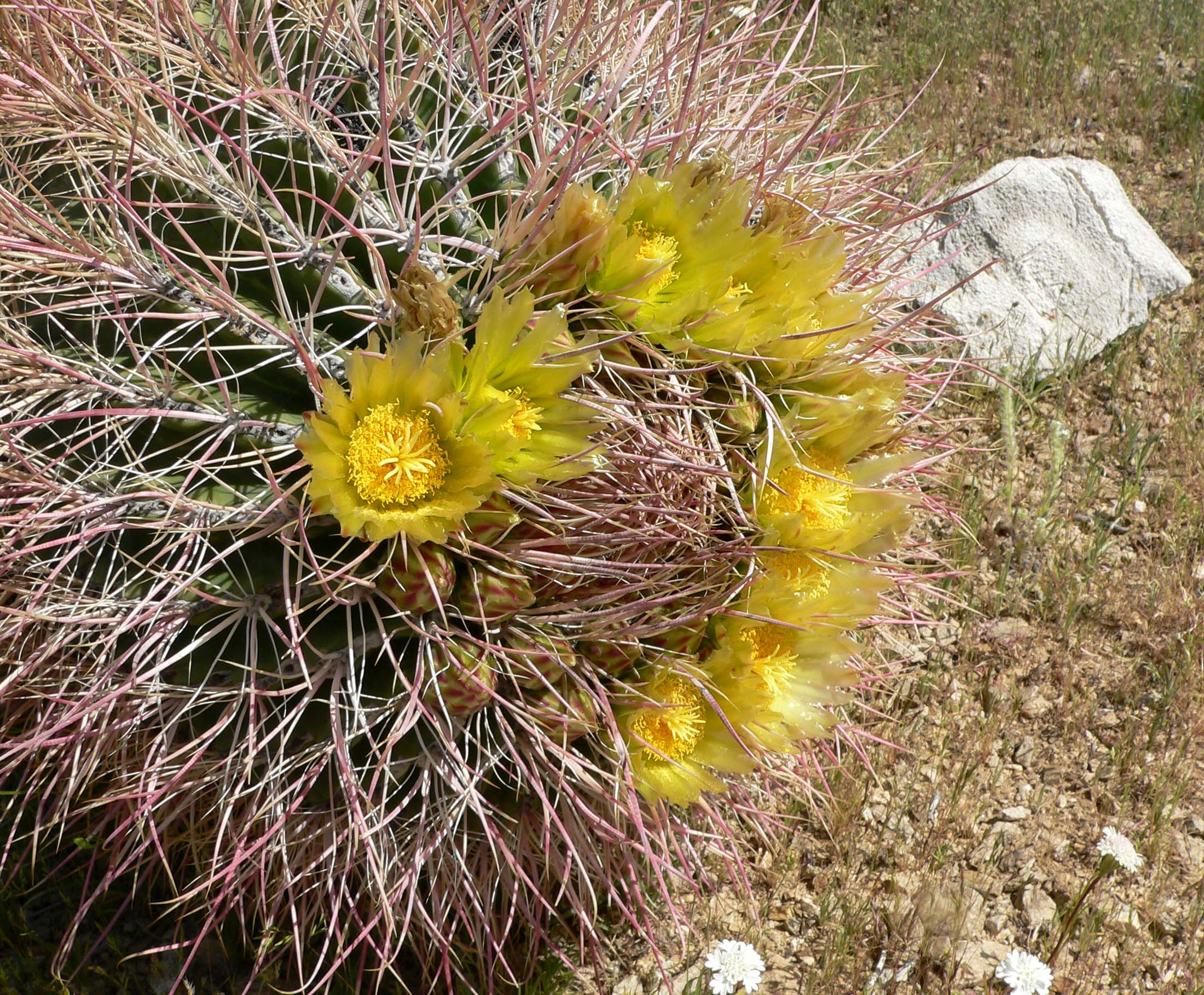
Jättedjävulstunga (F. cylindraceus)